# 난심 (드라마)
《난심》(难寻)은 2024년 방송되었던 중국의 드라마이다.

## 줄거리
- 3년 전, 임천족의 소주 '혁련희'는 영조 공주 '봉연'과 특별한 사랑의 상징인 ‘연리지’를 두고 부부의 연을 맺는다. 하지만 부족 간의 정국 변화와 함께 '봉연'이 사라지며 임천족을 지키는 결계였던 연리지가 말라죽게 된다. 그로 인해 임천족은 지하에 봉인되고, 간신히 목숨을 건진 '혁련희'는 연리지를 되살리기 위해 '봉연'을 찾아 죽이려고 하는데..

## 등장 인물
- 조혁흠 (赵弈钦) - 혁련희 역
- 심우결 (沈羽洁) - 봉연 역
- 방효동 (方晓东) - 석일 역
- 곽가어 (郭嘉语) - 금상 역
- 왕택헌 (王泽轩) - 봉은 역
- 송소예 (宋昭艺) - 화아 역
- 오일여격 (乌日丽格) - 석앵 역
- 오천여 (吴芊妤) - 동리 역
- 오첨호 (吴添豪) - 아생 역
- 마가명 (马嘉铭) - 목청 역